# Vladiča
Vladiča (russinisch Владыча/Wladytscha; ungarisch Vladicsa) ist eine Gemeinde im Nordosten der Slowakei mit 59 Einwohnern (Stand 31. Dezember 2024), die zum Okres Stropkov, einem Kreis des Prešovský kraj gehört.

## Geographie

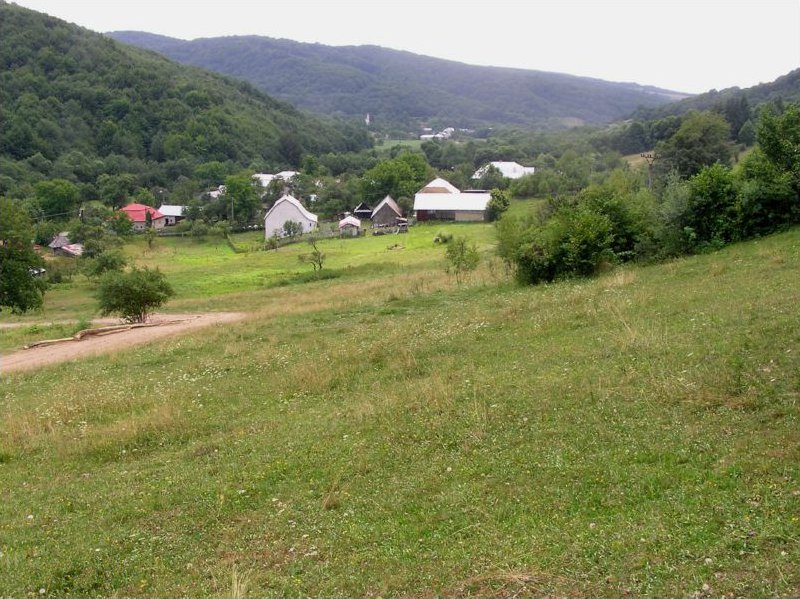
Blick auf den Ort und die Gegend

Die Gemeinde befindet sich in den Niederen Beskiden, genauer gesagt im Unterteil Ondavská vrchovina, unweit der Staatsgrenze zu Polen. Durch die Gemeinde fließt der Bach Chotčianka. Das 27 km² große Gemeindegebiet ist hügelig, bewaldet und von den Flyschböden gebildet. Die Höhe im Gemeindegebiet variiert von 290 m n.m. bis zu 678 m n.m.; der Ortsteil Vyšná Vladiča liegt auf einer Höhe von 336 m n.m. und ist 16 Kilometer von Stropkov sowie 20 Kilometer von Medzilaborce entfernt.

## Geschichte
Die heutige Gemeinde entstand 1964 durch Zusammenschluss der Orte Driečna (seinerseits 1960 aus den Orten Malá Driečna und Veľká Driečna hervorgegangen), Nižná Vladiča, Suchá und Vyšná Vladiča.
Das heutige Gemeindegebiet war im Königreich Ungarn zwischen den Gespanschaften Sáros (Veľká Driečna, Suchá und Vyšná Vladiča) und Semplin (Malá Driečna und Nižná Vladiča) geteilt. Die Orte Nižná Vladiča und Vyšná Vladiča entstanden im 15. Jahrhundert nach wallachischem Recht (erste Erwähnung 1430 als Waddisko). Driečna wurde noch als eigener Ort im späteren 16. Jahrhundert gegründet und im 17. Jahrhundert aufgeteilt. 1618 ist er als Dricsna erwähnt. Der Ort Suchá wurde 1567 als Zuha schriftlich erwähnt.
In allen Orten waren Haupteinnahmequellen Landwirtschaft, Weiden, Forstwirtschaft sowie Weberei. Während des Ersten sowie Zweiten Weltkriegs gab es schwere Gefechte in der Gegend.
Die Gemeinde, wie auch viele andere Orte in der Gegend, ist von starkem Bevölkerungsrückgang betroffen. 1789 gab es insgesamt 695 Einwohner, 1828 mit Ausnahme von Malá Driečna (keine Daten verfügbar) 1140 Einwohner. Große Auswanderungswellen im späten 19. sowie im ganzen 20. Jahrhundert sorgten für einen Rückgang auf 464 Einwohner im Jahre 1970, 147 Einwohner im Jahre 1970 auf 59 Einwohner heute.

## Bevölkerung
| Jahr                | 1994 | 2004     | 2014     | 2024    |
| ------------------- | ---- | -------- | -------- | ------- |
| Anzahl der Personen | 114  | 72       | 57       | 59      |
| Unterschied         |      | −36,84 % | −20,83 % | +3,50 % |

| Jahr                | 2023 | 2024    |
| ------------------- | ---- | ------- |
| Anzahl der Personen | 61   | 59      |
| Unterschied         |      | −3,27 % |

Ergebnisse nach der Volkszählung 2001 (75 Einwohner):
| Nach Ethnie: - 53,33 % Ruthenen - 34,67 % Slowaken - 6,67 % Tschechen - 2,67 % Ukrainer | Nach Religion: - 78,67 % griechisch-katholisch - 16,00 % orthodox - 2,67 % keine Angabe - 1,33 % evangelisch - 1,33 % römisch-katholisch |

## Kultur
- griechisch-katholische Nikolauskirche im spätbarocken Stil in Vyšná Vladiča, 1838 erbaut
- griechisch-katholische Nikolauskirche im klassizistischen Stil in Veľká Driečna, 1819 erbaut
- griechisch-katholische Himmelfahrtskirche im neoklassizistischen Stil in Suchá, 1886 erbaut